# Wohn- und Wirtschaftsgebäude Teufelsmoorstraße 18
Das Wohn- und Wirtschaftsgebäude Teufelsmoorstraße 18 in der niedersächsischen Stadt Osterholz-Scharmbeck, Ortsteil Teufelsmoor, stammt vom Anfang des 19. Jahrhunderts. Aktuell (2025) wird es zum Wohnen genutzt.
Das Gebäude steht unter Denkmalschutz (siehe auch Liste der Baudenkmale in Osterholz-Scharmbeck).

## Geschichte und Beschreibung
Der Ort Teufelsmoor auf der Osterholzer Geest am Rand der Landschaft Teufelsmoor stammt aus dem 14. Jahrhundert und ist als Reihendorf durch die Landwirtschaft geprägt.
Das eingeschossige traufständige Wohn- und Wirtschaftsgebäude als Zwei- (Wirtschaftsteil) und Vierständer-Hallenhaus (Wohnteil) in Raster-Fachwerk mit Steinausfachungen, mit reetgedecktem Krüppelwalmdach, Uhlenloch und der Grooten Door mit Rundbogen wurde 1800 (Inschrift) für Johann und Gesche Fincken auf einem baumbestandenen Areal in Einzellage gebaut. Der Stallanbau stammt von 1923.
Das Landesdenkmalamt befand u. a.: „… regionstypisches Hallenhaus von 1800, das interessanterweise in Zwei- und Vierständerkonstruktion errichtet wurde …“